# Robert Hanson

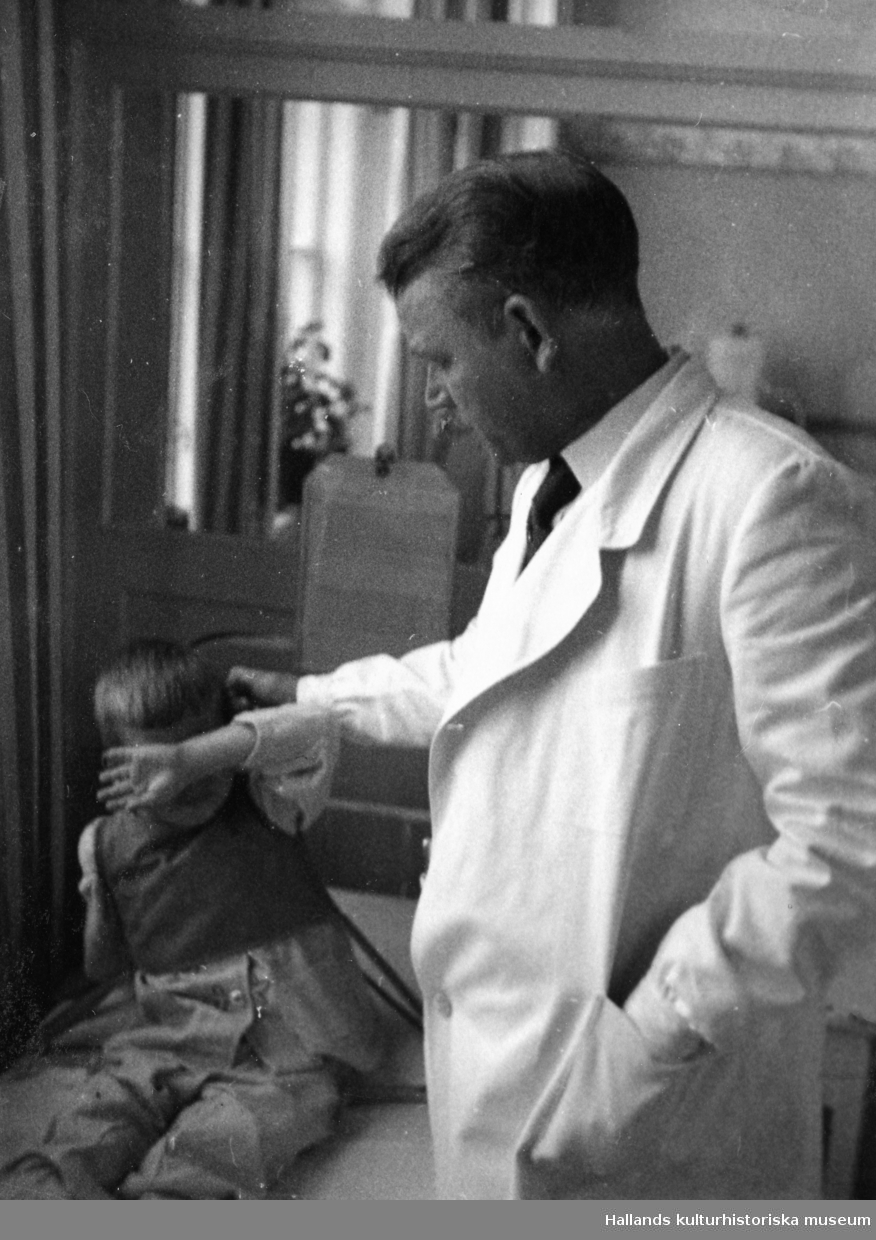
Robert Hanson med en patient under sin tid som överläkare på Kustsanatoriet Apelviken 1927–1940.

Erik Robert Hanson, född 22 maj 1887 i Grangärde socken, Dalarna, död 10 september 1940, var en svensk kirurg och tuberkulosläkare. Han avlade medicine doktorsexamen i Stockholm 1926.
Hanson föddes i ett snickarhem. Han avlade medicine kandidatexamen vid Uppsala universitet 1910 och medicine licentiatexamen vid Karolinska sjukhuset 1915, varefter han erhöll läkarlegitimation. Han var förste underläkare vid kirurgiska avdelningen vid Karlstads lasarett 1915–1916, amanuens och underkirurg vid Serafimerlasarettet i Stockholm 1917–1920, åter anställd vid Karlstads lasarett 1920–1923 och underläkare vid kirurgiska avdelningen vid Sankt Görans sjukhus i Stockholm 1923–1925.
Genom sitt arbete som kirurg blev Hanson alltmer intresserad av behandling av tuberkulos, främst behandlingen av ben-, led- och körteltuberkulos. 1926 arbetade han i Schweiz. Under 1927 var han läkare vid kustsanatoriet på Styrsö. Han företog studieresor till Frankrike, Italien och Finland 1928-1931. Vid slutet av 1926 blev han överläkare vid Kustsanatoriet Apelviken i Varberg. Han efterträdde då Adolf Rappe, som kortvarigt varit överläkare sedan Johan Severin Almer avlidit samma år. Hanson var överläkare vid Kustsanatoriet Apelviken fram till 1940, samma år som han dog. Från den 3 april var han tjänstledig på grund av sjukdom.
Robert Hanson var gift med Anna Pihlström (1889–1959). Makarna är begravda på Hästbergs kyrkogård i Falun.